# Postura ante la vida
La postura ante la vida de una persona es su relación con lo que acepta como de máxima importancia. Involucra las presuposiciones y teorías sobre las cuales se podría adoptar esa postura, un sistema de creencias, y un compromiso de trabajar en su propia vida.
Esto connota una perspectiva integrada de la realidad en su conjunto y cómo asignar valoraciones, por lo que es un concepto similar o equivalente al de una cosmovisión; (palabra derivada del alemán "Weltanschauung") siendo generalmente un término más común y completo. Al igual que el término "cosmovisión", el término "postura ante la vida" pretende ser una etiqueta compartida que abarque las perspectivas religiosas (por ejemplo: "una postura ante la vida budista" o "una postura ante la vida cristiana" o "una postura ante la vida pagana"), así como alternativas espirituales o filosóficas no religiosas (por ejemplo: "una postura ante la vida humanista" o "una postura ante la vida individualista"o" una postura ante la vida de ecología profunda"), sin discriminación a favor de ninguna.

## Orígenes de la frase
Los humanistas interesados en asuntos educativos acuñaron la expresión de la postura ante la vida como un neologismo a mediados de la década de 1970; Harry Stopes-Roe de la Rationalist Press Association y la British Humanist Association desarrollaron el concepto originalmente en ese contexto. El término surgió originalmente en el contexto de los debates sobre el contenido controvertido del Programa de estudios aprobado para la educación religiosa de la ciudad de Birmingham, en 1975. Ese documento se refería a "las posturas no religiosas para vivir". Según Barnes:
"Fue el primer programa de estudios que abandonó el objetivo de la educación cristiana y abrazó un modelo de educación religiosa, fenomenológico y multirreligioso; y también fue el primer plan de estudios que requirió un estudio sistemático de "posturas ante la vida" no religiosas, como el humanismo, y para que ese estudio comience en la escuela primaria.
A fines de la década de 1980, Harry Stopes-Roe inició una exitosa campaña para la adopción del término por parte de la Unión Internacional Humanista y Ética y por otras organizaciones (ver también sus comentarios citados a continuación sobre su procedencia). No fue una propuesta incontrovertida entre los humanistas.
El término fue introducido como parte de un intento de establecer una identidad clara para el humanismo, con el fin de obtener el reconocimiento y el respeto.
Según Stopes-Roe:
"La postura ante la vida es una expresión que ha estado vigente en Gran Bretaña durante más de diez años y ahora está ganando aceptación en todo el mundo, para describir lo que es bueno tanto en el humanismo como en la religión, sin verse afectado por lo que es malo en la religión."

## Definición
Harry Stopes-Roe, quien luchó por la aceptación del término por parte del movimiento humanista, definió la "postura ante la vida" de la siguiente manera:
"Postura ante la vida": el estilo y el contenido de la relación de una persona o comunidad con lo que es de máxima importancia; las presuposiciones y compromisos de esto, y las consecuencias para la vida que fluyen de ella. (Cada individuo o comunidad espera que haya llegado a una relación buena y bien fundada, pero la palabra generalmente se usa sin dar a entender que esto realmente es así).
```
 - Harry Stopes-Roe
[
1
]
```

La Asociación Humanista Británica, basándose en parte en la jurisprudencia relacionada con el término "religión o creencia" en el Convenio Europeo de Derechos Humanos, ha presentado una definición más analítica:
  " Una creencia colectiva que alcanza un nivel suficiente de coherencia, seriedad, cohesión e importancia y que relaciona la naturaleza de la vida y el mundo con la moralidad, los valores y / o la forma en que deben vivir sus creyentes."

## Espectro
El término fue pensado para ser una etiqueta compartida que abarca tanto las religiones y las alternativas a la religión, sin discriminación, a favor de cualquiera de ellas.
Una postura ante la vida difiere de una cosmovisión o un sistema de creencias en que el término postura ante la vida enfatiza un enfoque en lo que es de máxima importancia. La postura ante la vida difiere de la eupraxofía en que esta última típicamente implica una perspectiva estrictamente no teísta, mientras que una postura ante la vida puede ser teísta o no teísta, sobrenatural o naturalista.

### Posturas ante la vida religiosas
Artículo principal: Religión
Una religión es un conjunto de creencias y prácticas, a menudo centradas en afirmaciones sobrenaturales y / o morales específicas sobre la realidad, el cosmos y la naturaleza humana, y a menudo se codifican como oración, ritual y ley. La religión también abarca tradiciones ancestrales o culturales, escritos, historia y mitología, así como fe personal y experiencia mística. El término "religión" se refiere tanto a las prácticas personales relacionadas con la fe comunitaria como a los rituales y la comunicación grupales que se derivan de una convicción compartida.
En el marco del pensamiento religioso europeo, las religiones presentan una cualidad común, el "sello del pensamiento religioso patriarcal": la división del mundo en dos dominios generales, uno sagrado y otro profano. La religión a menudo se describe como un sistema comunitario para la coherencia de la creencia centrada en un sistema de pensamiento, un ser invisible, persona u objeto, que se considera sobrenatural, sagrado, divino o poseedor de la verdad más elevada. Los códigos morales, prácticas, valores, instituciones, tradición, filosofía, rituales y escrituras a menudo se asocian tradicionalmente con la creencia central. La religión también se describe a menudo como un "modo de vida".

### Posturas ante la vida no religiosas.
Más información: Irreligión y religión secular.
Las alternativas a la religión incluyen posturas de vida basadas en el ateísmo, el agnosticismo, el deísmo, el escepticismo, el pensamiento libre, el panteísmo, el humanismo secular, espiritual pero no religioso (SBNR), el objetivismo, el existencialismo, las encarnaciones modernas de las filosofías helenísticas o el secularismo general.

#### Humanismo
El humanismo es un ejemplo de la postura ante la vida que puede considerarse religiosa (generalmente en un sentido no teísta, ético), no religiosa, o antirreligiosa. Una de las razones de Stopes-Roe para abogar por la adopción de la "postura ante la vida" como una etiqueta para el movimiento Humanista, fue su esperanza de que terminaría con los argumentos entre las diferentes partes sobre la mejor manera de caracterizar su posición (hay que tener en cuenta que Stopes-Roe usa el término "religioso de Dios" para distinguir a los teístas de los no teístas en lo que sigue:
   "Los humanistas se dividen en dos campos ... según cómo responden a la palabra "religión". ¿Si responden de manera negativa o positiva? La ferocidad de la antipatía por un lado, y el poder de la preocupación por el otro, que se genera con esta palabra, borra la discusión razonada de muchas preguntas importantes sobre cómo debemos desarrollar el humanismo. De la misma manera, nuestras discusiones con los religiosos de Dios se ven confundidas y frustradas. Necesitamos un nuevo término para la idea y el ideal de la religión, abierto para que no sea discriminatorio. Que esta sea la "postura ante la vida". ¿Podríamos, quizás, enterrar el hacha de la "religión" y trabajar juntos?
Bill Cooke comenta:
   "La contribución de Harry Stopes-Roe es significativa porque deja en claro el valor del humanismo como un sistema legítimo de creencias, sin que sea una pseudo-religión."

## Valores y propósitos
La moral es el conjunto de costumbres y normas que se consideran «buenas» para dirigir o juzgar el comportamiento de las personas en una comunidad. También es la diferenciación de intenciones, decisiones y acciones entre las que se distinguen como propias (correctas) y las impropias (incorrectas). Se distingue de la ética en que esta es una moral transcultural o universal, aunque suelen confundirse. La moral permite distinguir qué acciones son buenas y cuáles son malas con criterios objetivos. Otra perspectiva la define como el conocimiento de lo que el ser humano debe hacer o evitar para conservar la estabilidad social.
El término «moral» tiene un sentido opuesto al de «inmoral» (contra la moral) y «amoral» (sin moral). La existencia de acciones susceptibles de valoración moral está fundamentada en el ser humano, como sujeto de actos voluntarios. Abarca la acción de las personas en todas sus manifestaciones, además de que permite la introducción y referencia de los valores.
Los conceptos y creencias sobre la moral llegan a ser considerados y codificados de acuerdo a una cultura, religión, grupo, u otro esquema de ideas, que tienen como función la regulación del comportamiento de sus miembros. La conformidad con dichas codificaciones también puede ser conocida como moral y se considera que la sociedad depende del uso generalizado de esta para su existencia. En la práctica, suelen ser conductas morales basadas, no en planteamientos religiosos, sino coherentes con un determinada antropología. Pueden llegar a darse situaciones equívocas si se pretende negar valor ético a comportamientos que tengan su origen en la religión.
Hay diversas definiciones y concepciones de lo que significa moral, lo que ha sido tema de discusión y debate a través del tiempo. Múltiples opiniones concuerdan en que el término representa aquello que permite distinguir entre el bien y el mal de los actos, mientras que otros dicen que son solo las costumbres las que se evalúan virtuosas o perniciosas.
Las diferentes posturas ante la vida difieren en lo que sostienen como valores y propósitos intrínsecos en la vida.